# Пескичи
Пескичи (итал. Peschici) је насеље у Италији у округу Фођа, региону Апулија.
Према процени из 2011. у насељу је живело 3396 становника. Насеље се налази на надморској висини од 100 м.

## Географија
| Клима (Пескичи)            | Клима (Пескичи) | Клима (Пескичи) | Клима (Пескичи) | Клима (Пескичи) | Клима (Пескичи) | Клима (Пескичи) | Клима (Пескичи) | Клима (Пескичи) | Клима (Пескичи) | Клима (Пескичи) | Клима (Пескичи) | Клима (Пескичи) | Клима (Пескичи) |
| Показатељ \ Месец          | .Јан.           | .Феб.           | .Мар.           | .Апр.           | .Мај.           | .Јун.           | .Јул.           | .Авг.           | .Сеп.           | .Окт.           | .Нов.           | .Дец.           | .Год.           |
| -------------------------- | --------------- | --------------- | --------------- | --------------- | --------------- | --------------- | --------------- | --------------- | --------------- | --------------- | --------------- | --------------- | --------------- |
| Средњи максимум, °C (°F)   | 12 (54)         | 13 (55)         | 15 (59)         | 19 (66)         | 24 (75)         | 28 (82)         | 32 (90)         | 31 (88)         | 28 (82)         | 22 (72)         | 17 (63)         | 13 (55)         | 32 (90)         |
| Средњи минимум, °C (°F)    | 3 (37)          | 3 (37)          | 5 (41)          | 7 (45)          | 11 (52)         | 15 (59)         | 18 (64)         | 18 (64)         | 15 (59)         | 11 (52)         | 7 (45)          | 4 (39)          | 3 (37)          |
| Количина падавина, mm (in) | 42 (16,5)       | 41 (16,1)       | 43 (16,9)       | 36 (14,2)       | 37 (14,6)       | 36 (14,2)       | 26 (10,2)       | 27 (10,6)       | 46 (18,1)       | 53 (20,9)       | 53 (20,9)       | 57 (22,4)       | 497 (195,6)     |
| [ тражи се извор ]         |                 |                 |                 |                 |                 |                 |                 |                 |                 |                 |                 |                 |                 |

## Становништво
| 1931. | 1936. | 1951. | 1961. | 1971. | 1981. | 1991. | 2001. | 2011. |
| ----- | ----- | ----- | ----- | ----- | ----- | ----- | ----- | ----- |
| 3.612 | 3.625 | 4.476 | 4.125 | 3.840 | 4.056 | 4.335 | 4.339 | 4.197 |